# Ulises Irigoyen
Ulises Irigoyen (Satevó, Chihuahua, 2 de enero de 1894 - Ciudad de México, 23 de agosto de 1944) fue un funcionario público mexicano, que vio y atendió con promoción el desarrollo del extremo norte y sur de México, de sus vías de comunicación y zonas libres. Publicó varios libros.

## Primeros años
De Satevó se trasladó 104 kilómetros al norte, a la Cd. de Chihuahua, para realizar sus estudios básicos. Continuó estudiando hasta culminar la carrera de contador en Estados Unidos.

## Funcionario púbico
En sus años mozos, se unió al Ejército Constitucionalista que inició Venustiano Carranza. Colaboró con Felícitos Villarreal el Secretario de Hacienda. Fue enviado a Ciudad Juárez como Jefe de aduanas. Posteriormente se trasladó a Ciudad de México donde fue Oficial Mayor de Hacienda, y Director de Ferrocarriles en Construcción, Tránsito y tarifas de Ferrocarriles Nacionales, bajo el secretario Francisco Múgica.

## Legado

### Zona Libre.
Presentó un proyecto, impulsó, defendió y logró la apertura de la zona libre, en 1920 como un acuerdo comercial para facilitar la internación de productos de Estados Unidos a esa zona, y facilitar el desarrollo de la regional de Ensenada, Tijuana, Mexicali y San Luis Río Colorado, Matamoros y Ciudad Juárez, pero solo hasta que él estuvo en Hacienda, logró su aprobación (en 1933). En 1934, de la misma manera abordó el problema económico de Quintana Roo, para lo cual presidió una comisión federal para analizar y proponer medidas para el desarrollo económico y su vinculación política y administrativa al resto del país.

### Ferrocarriles
En 1936 presentó un estudio que justificaba el establecimiento y reconstrucción del Ferrocarril Interoceánico en el Istmo de Tehuantepec, en el tramo Coatzacoalcos – Salina Cruz. Recomendó terminar el ferrocarril del Sureste en el tramo Coatzacoalcos - Campeche.
El 20 de marzo de 1937 impulsó oficialmente la construcción del Ferrocarril desde Baja California hacia Sonora a partir de la Estación Pascualitos del Ferrocarril Inter-california. Se iniciaba el tendido de la vía, habiéndose realizado una ceremonia oficial para la colocación del primer clavo, a la que asistió el Gobernador del Territorio Norte de la Baja California, Coronel Rodolfo Sánchez Taboada, el señor Ulises Irigoyen, director general de Ferrocarriles en Construcción, en representación del Presidente Lázaro Cárdenas, y el Secretario de Comunicaciones. A este ferrocarril se le nombró en ese tiempo: Ferrocarril Fuentes Brotantes-Punta Peñasco. 
El 24 de junio de 1937 se anuncia en el Diario Oficial la expropiación de los bienes de Ferrocarriles Nacionales. En 1938 impulsó la construcción del Ferrocarril Chihuahua Pacífico, que se había iniciado en 1899.

### Carreteras
Realizó un análisis en 1942, formuló un primer proyecto en 1945 y promovió la construcción de la Carretera Transpeninsular de la Baja California, misma que fue inaugurada en 1973, hoy denominada carretera federal 1.

### Obra literaria
- En pro de la zona libre (1920)[5]
- Caminos (1934)
- El problema económico de las fronteras mexicanas: tres monografías: zona libre, puertos libres y perímetros libres (1935)
- Asombrosos resultados de los perímetros libres en la Baja California y Quintana Roo: gráficas y estadística (1941)
- Anécdotas biográficas del educador chihuahuense Mariano Irigoyen, 1857-1939 (1941)
- La carretera transpeninsular de Baja California (1943)[6]
- El coronel Ahumada: Gobernante educador (1943)
- Chihuahua: Salida al mar. Topolobampo y Chihuahua en cifras (1943)

## Reconocimientos
La Mayoría de sus proyectos y propuestas, se hicieron realidad. Calles de Puerto Peñasco, Tijuana, Mexicali y una Cd. Juárez les han asignado su nombre. Múltiples escuelas también. Falleció a los 50 años. 